# Dan Cramer
Dan Cramer (2 giugno 1952) è un ex cestista statunitense naturalizzato olandese.

## Carriera
Con i Paesi Bassi ha disputato quattro edizioni dei Campionati europei (1975, 1977, 1979, 1983).

## Palmarès
- Campionato olandese: 7

Amstelveen: 1975-76, 1976-77
EBBC Den Bosch: 1978-79, 1979-80, 1980-81, 1982-83, 1983-84